# Samuel Barber
Samuel Osborne Barber II (9. března 1910, West Chester, Pennsylvania, USA – 23. ledna 1981 v New Yorku, USA) byl americký hudební skladatel vážné hudby, mezi jehož nejznámější skladby patří Adagio pro smyčce/Agnus Dei (v originále Adagio for Strings) z Smyčcového kvartetu op.11.
Svoji první hudbu složil již ve věku 7 let. Měl také pěkný znělý hlas v barytonovém rozsahu, proto také zvažoval kariéru zpěváka. Hudbu studoval na Curtisově konzervatoři v Filadelfii.
V roce 1938 napsal Smyčcový kvartet h moll, jehož prostřední, druhá věta tvoří dnes jeho nejznámější a nejhranější samostatnou skladbu Adagio pro smyčce, známé také pod názvem vokální verze Agnus Dei. Několik ocenění také obdržel za svoji violoncellovou sonátu (opus 6) z roku 1932. Před 2. světovou válkou studijně pobýval v Evropě, za války sloužil u amerického letectva.
Jeho raná tvorba je poměrně melodická, nepostrádá tradiční harmonii i mívá klasickou hudební formu, proto je řazena do období pozdního hudebního neoromantismu, díla pocházející ze závěru jeho života pak nesou výrazné stopy hudebního modernismu. Jedná se také o autora řady písní.

## Dílo, výběr
- 1936 (poslední revize 1943) Smyčcový kvartet h moll op.11 obsahující část Molto Adagio (známé jako Agnus Dei)

### Sonáty
- 1932 Violoncellová sonáta op. 6
- 1949 Klavírní sonáta

### Opery
- 1958 Vanessa
- 1966 Antonio a Kleopatra

### Oratoria
- Modlitby Kierkegaardovy

### Balet
- 1940 Medea

### Koncerty
- 1941 Koncert pro housle a orchestr op. 14
- 1962 Klavírní koncert op. 38 – Pulitzerova cena